# El crack cero
El crack cero es una película del año 2019, dirigida por José Luis Garci y protagonizada por Carlos Santos. Se trata de la precuela de El crack (1981), que narra de nuevo las investigaciones del detective Germán Areta en los convulsos años de la Transición Española.

## Argumento
Seis meses después del suicidio del afamado sastre Narciso Benavides, una misteriosa y atractiva mujer casada visita a Germán Areta (Carlos Santos), prestigioso expolicía de la Brigada Criminal y ahora detective privado, para que inicie una investigación exhaustiva sobre el “Caso Benavides”. La mujer está convencida de que el sastre, que era su amante, fue asesinado. Aunque su instinto le dice a Areta que la gente solo mata por amor o por dinero, irá descubriendo que hay más motivos, y más de un sospechoso, para quitar de en medio al sastre...

## Reparto
| Actor/Actriz            | Personaje           |
| ----------------------- | ------------------- |
| Carlos Santos           | Germán Areta        |
| Miguel Ángel Muñoz      | Cárdenas, "el Moro" |
| Luisa Gavasa            | Moli                |
| Patricia Vico           | Remedios            |
| Pedro Casablanc         | Don Ricardo         |
| María Cantuel           | Adela               |
| Macarena Gómez          | Luisa               |
| Raúl Mérida             | Johnny Olas         |
| Cayetana Guillén Cuervo | Conchita            |
| Luis Varela             | Rocky               |
| Ramón Langa             | Vergara             |
| Andoni Ferreño          | Luengo              |
| Alfonso Delgado         |                     |
| Jacobo Dicenta          |                     |
| Samuel Miró             |                     |
| Susana Paz              |                     |
| Jero García             | Mendoza             |
| Daniel Huarte           | Meri                |
| Belén López             |                     |
| Alfonso Delgado         |                     |

## Producción
En octubre de 2019, José Luis Garci explicaba en el programa Más de uno de Onda Cero las claves de la película:

Ha sido una de las pocas veces que los romances mayo-diciembre funcionan. Yo era diciembre y el equipo que tenía era mayo, pero esa gente de mayo entendió que lo que yo quería hacer, por lo que ha sido un romance muy estupendo. (Por otro lado, el cineasta niega que el protagonista de la saga, Germán Areta, se parezca a él: "no tengo nada que ver", declara, aunque reconoce que hay afinidades con el personaje, en los cócteles, fútbol, boxeo, literatura y música".

En una entrevista promocional de 2019 a El Periódico, Garci explicaba el origen del proyecto:

Durante un tiempo estuvo en el aire hacer un 'Crack 3' con Alfredo Landa interpretando al detective Areta que se jubilaba, cerraba la agencia y se encargaba de un último caso. Pero no se pudo llevar a cabo porque Alfredo ya estaba malito, así que la única manera de recuperar ese universo era retrotraernos al pasado, eso tan horrible que ahora llaman precuela. Que, por cierto, resulta que hemos hecho la primera precuela del cine español. Yo lo que he intentado es recuperar el espíritu de las anteriores, la atmósfera, el tono.

El primer reto fue encontrar a la persona que sustituyera a Alfredo en su juventud. Al principio lo iba a hacer Víctor Clavijo, pero no pudo ser por cuestión de fechas. Menos mal que en España hay buenos actores y yo buscaba una característica que lo hermanara con Alfredo Landa, que fuera un buen cómico y que supiera adaptarse a cualquier registro. Y esa capacidad para transmutarse la encontré en Carlos Santos.

## Localización y rodaje
José Luis Garci rodó la película en Madrid, donde estaban ambientadas, mayoritariamente, las dos primeras entregas: El crack y El crack II.

## Premios
Medallas del Círculo de Escritores Cinematográficos de 2019
| Categoría              | Nominados          | Resultado |
| ---------------------- | ------------------ | --------- |
| Mejor película         | Mejor película     | Nominada  |
| Mejor director         | José Luis Garci    | Nominado  |
| Mejor actor            | Carlos Santos      | Nominado  |
| Mejor actor secundario | Miguel Ángel Muñoz | Nominado  |
| Mejor fotografía       | Luis Ángel Pérez   | Ganador   |

- 2019: Premios Feroz: Ganador del premio al mejor cartel, diseñado por Miguel Navia[7]
- 2019: Premios Yago: Mejor película